# Plicht

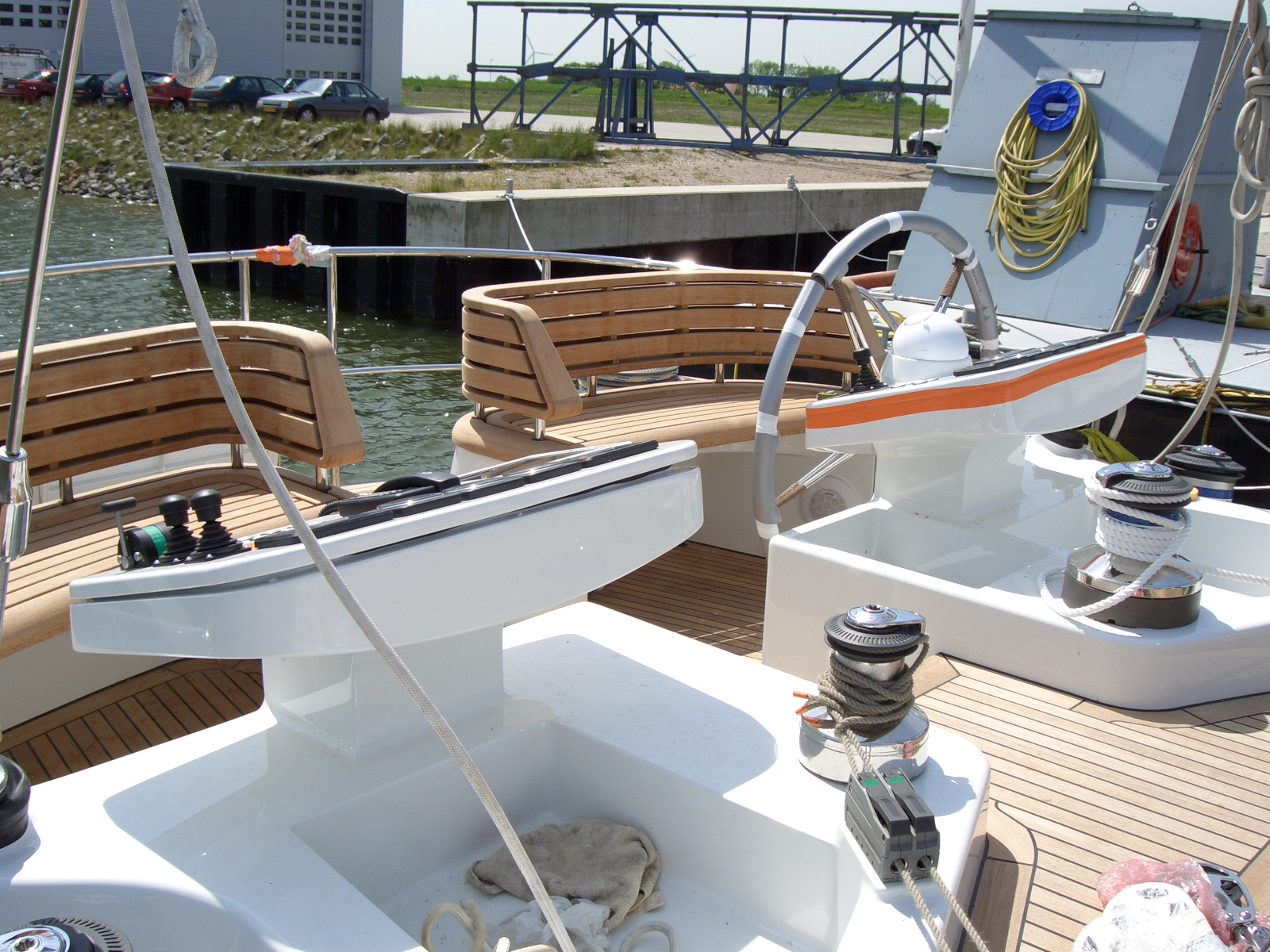
Plicht mit zwei Steuerständen auf einer großen Segelyacht

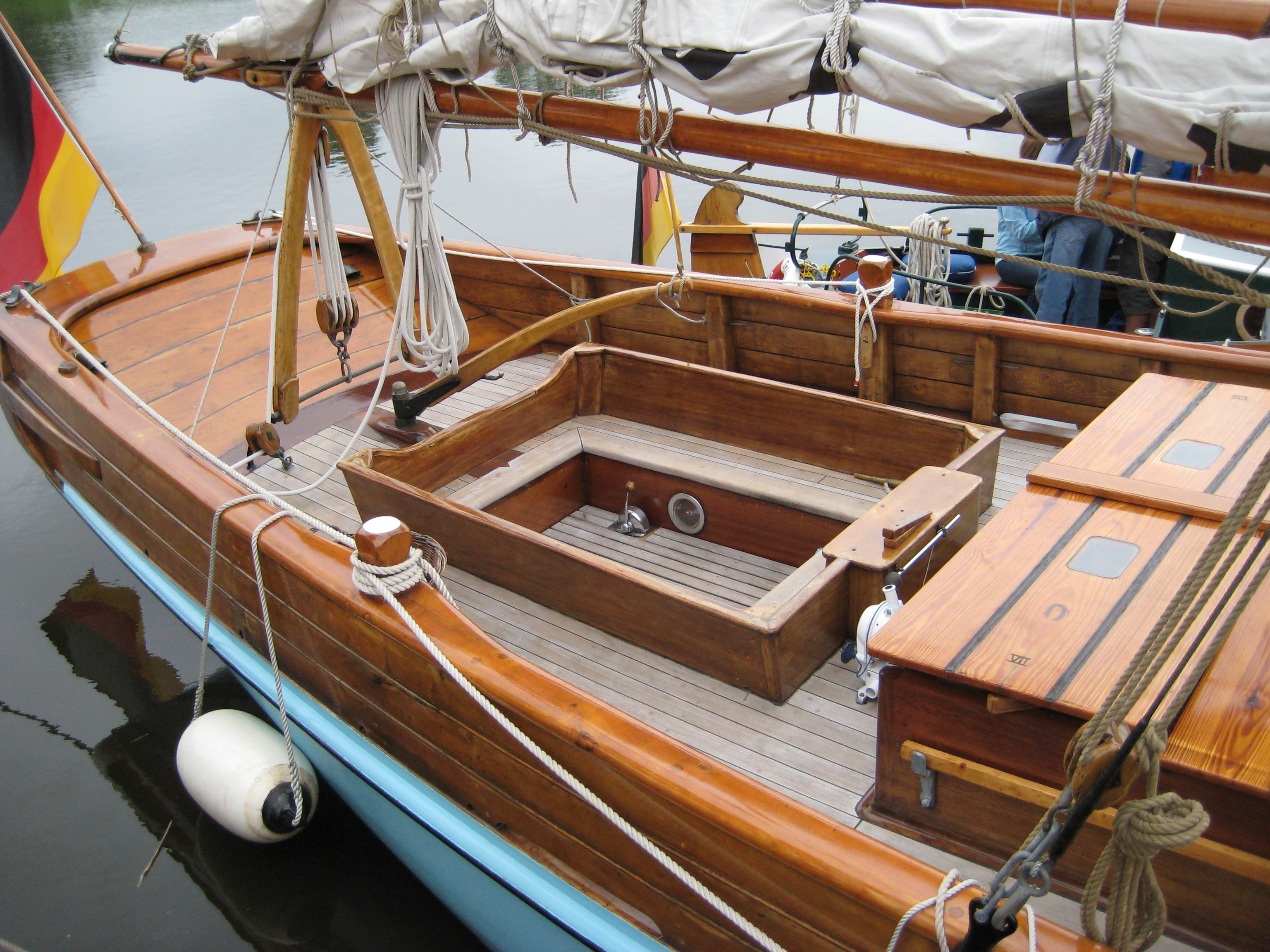
Plicht eines alten Segelbootes

Die Plicht oder das Cockpit (früher Kokpit) ist bei Segel- und Motorbooten der offene Teil an Deck eines Bootes, von dem aus das Boot gesteuert und betrieben wird. Mannschaft und Fahrgäste halten sich in der Regel hier während der Fahrt auf. Liegt der Boden oberhalb der Schwimmwasserlinie, wird in der Regel die Plicht wasserdicht und selbstlenzend hergestellt. In diesen Fällen werden Boden und Seitenwände der Plicht wasserdicht gefugt und kalfatert, und zur Entfernung des von oben in die Plicht gelangenden Wassers werden beiderseits nach außenbords führende Rohre, manchmal mit Rückschlagventilen, angebracht. Die Plicht liegt niedriger als das Deck, um Schutz vor Wind und Wasser sowie vor dem Überbordgehen zu bieten. Sie befindet sich entweder achterlich (meistens) oder mittschiffs. Sie ist in der Regel offen, kann aber mittels einer Kuchenbude auch geschlossen werden. Auf Segelyachten sind hier auch die Winschen für das Großsegel sowie mehrere Klampen vorhanden. Die Sitzgelegenheiten und Backskisten rund um den Steuerstand sind so angeordnet, dass man sowohl stehend als auch sitzend steuern kann. Das Setzbord ist die senkrecht stehende Abschlussplanke der Plicht.
Auf manchen Schiffen gibt es zwei Steuerstände (eine Plicht gibt es jedoch immer nur einmal). Von der Plicht aus kann man durch den Niedergang unter Deck gehen, sofern dieser vorhanden ist.
Zum Lenzen der Plicht, d. h. dem Ablassen hineinfließenden Wassers, dienen Lenzrohre mit großem Durchmesser oder auf Jollen Lenzklappen und Selbstlenzer. Als Rutschschutz sind die Böden mit Bretterleisten ausgestattet, die mit eingelassenem Quarzsand oder einem Gummibesatz in Streifenform versehen sind. Alternativ kann der Boden mit einem Teakholz-Belag oder mit einem Gitterrost aus Holz (Gräting) versehen werden.
Häufig lässt sich auch ein Tisch in der Mitte aufklappen, um zum Beispiel Mahlzeiten einzunehmen.